# Franz Anton Mesmer
Franz Anton Mesmer, nacido Friedrich Anton Mesmer (Iznang, Suabia, Alemania, 23 de mayo de 1734-Meersburg, Alemania, 5 de marzo de 1815) fue un médico y filósofo alemán. Descubrió lo que él llamó magnetismo animal y otros después llamaron mesmerismo.
La evolución de las ideas y prácticas de Mesmer hicieron que James Braid (1795-1860) desarrollara la hipnosis en 1842.
Mesmer nació en la aldea de Iznang (Suabia). Después de estudiar en las universidades jesuitas de Dilinga e Ingolstadt, estudió medicina en la Universidad de Viena en 1759. En 1766 publicó una tesis cuyo título en latín fue De planetarum influxu in corpus humanum, el cual estudiaba la influencia de la Luna y los planetas sobre el cuerpo humano y las enfermedades (astrología médica). Evidencia recolectada por Frank A. Pattie sugiere que Mesmer plagió su tesis de un trabajo de Richard Mead (1673-1754).

## Biografía

### Mozart
Pronto después de recibir su grado, Mesmer se casó con una viuda adinerada y se estableció como médico en Viena. Vivió en una espléndida situación y se dedicó a patrocinar las artes. Tan pronto como se enteró de la presentación de Bastien und Bastienne, la primera ópera compuesta por el músico prodigio de doce años Mozart, Mesmer ofreció sus propios jardines para la producción. Más adelante Mozart inmortalizó a su anterior patrón incluyendo una graciosa referencia a Mesmer en su ópera Cosi fan tutte.

### Imanes
En 1774 Mesmer usó un imán para producir una «marea artificial» en una paciente. Mesmer le hizo beber una preparación que contenía hierro, y luego le sujetó imanes en varias partes de su cuerpo. La paciente dijo que percibía corrientes de un fluido misterioso corriendo a través de su cuerpo y por varias horas se sintió aliviada de sus síntomas. Mesmer inicialmente creyó en los imanes como medio para equilibrar los humores de la paciente en cuestión y siguió practicando con ellos por mucho tiempo logrando "curaciones" de diversas enfermedades, o mejora de síntomas en otros.
Conforme sus prácticas fueron evolucionando, Mesmer posteriormente no creyó que habían sido los imanes los que habían logrado la cura por sí mismos, sino que pensó que él mismo había contribuido al magnetismo animal que se había acumulado dentro de su cuerpo, y que ahora el podía trasmitir a sus pacientes. Pronto dejó de usar imanes como parte de su tratamiento, y comenzó a hacer imposición de manos y otro tipo de terapias de "energía", dado que los efectos curativos seguían manifestándose, el creyó que el magnetismo animal que el poseía era lo que realizaba las curaciones.

### Huida de Viena
En 1775 Mesmer fue invitado a dar su opinión ante la Academia de Ciencias de Múnich sobre los exorcismos llevados a cabo por Johann Joseph Gassner (1727-1779), un sacerdote y curandero. Mesmer dijo que aunque Gassner fue sincero en sus convicciones, sus curas eran debido al hecho que él poseía un alto grado de magnetismo animal.
Este enfrentamiento entre las ideas seculares de Mesmer y las creencias religiosas de Gassner marcaron el fin de la carrera de Gassner así como también —según Henri Ellenberger— el surgimiento de la psiquiatría dinámica.
El escándalo que siguió al fracasado intento de Mesmer de tratar la ceguera de una música de 18 años, Maria Theresia von Paradis, lo llevó a dejar Viena en 1777.

### París

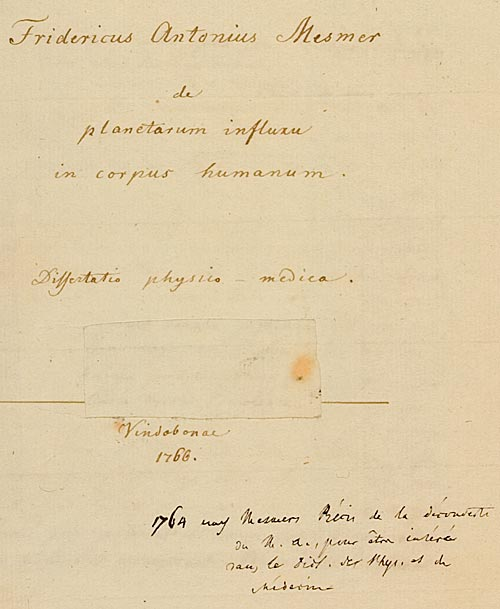
Manuscrito De planetarum influxu in corpus humanum por Franz Mesmer, Viena, 1766.

El siguiente año Mesmer se mudó a París, arrendó un departamento en un lugar de la ciudad preferido por los ricos y poderosos y estableció un consultorio médico. París pronto se dividió entre aquellos que pensaban que él era un charlatán, que había sido forzado a huir de Viena, y aquellos que pensaban que había hecho un gran descubrimiento.
En sus primeros años en París, Mesmer intentó obtener la aprobación oficial de la Real Academia de Ciencias o de la Real Academia de Medicina para sus doctrinas, pero falló. Solo consiguió un discípulo: Charles d’Eslon, médico de elevada reputación profesional y social. No obstante a esto, en poco tiempo consiguió una gran clientela y una gran fortuna personal. Amplió su consulta, creando "habitaciones de crisis" y, dado que tenía más pacientes de los que podía atender, instauró un procedimiento de terapia de grupo que llamó "baquet": una especie de vasija, diseñada siguiendo el modelo de un condensador eléctrico, de unos 50 cm., de la que salían barras de hierro y cuerdas que comunicaban con los "pacientes". Para aquellos que no podían pagar sus honorarios, Mesmer "magnetizó" un árbol en las proximidades de su casa.
En 1779, con el estímulo de D’Eslon, Mesmer escribió un libro de 88 páginas: Mémoire sur la découverte du magnétisme animal (Memorias del descubrimiento del magnetismo animal), donde incluyó sus famosas «27 proposiciones». Estas proposiciones dieron una idea general de su teoría en aquel entonces. Algunos estudiosos actuales equiparan el magnetismo animal de Mesmer con el chi (Qì) de la medicina tradicional china y el mesmerismo con las prácticas médicas del Chi kung .
De acuerdo con D’Eslon, Mesmer entendió a la salud como el flujo libre del proceso de la vida a través de cientos de canales eléctricos que recorren el cuerpo humano. La enfermedad sería causada por los obstáculos a este flujo. Superando aquellos obstáculos y restaurando el flujo se producían crisis que restauraban la salud. Cuando la Naturaleza fallaba en hacer esto simultáneamente, el contacto con un conductor de magnetismo animal era necesario y un remedio suficiente. Mesmer se propuso ayudar o provocar los actos de la Naturaleza. La cura de una persona demente, por ejemplo, involucraba el provocarle un ataque de locura. Según Mesmer, la ventaja del magnetismo era que aceleraba esas crisis sin peligro.

### Juicio

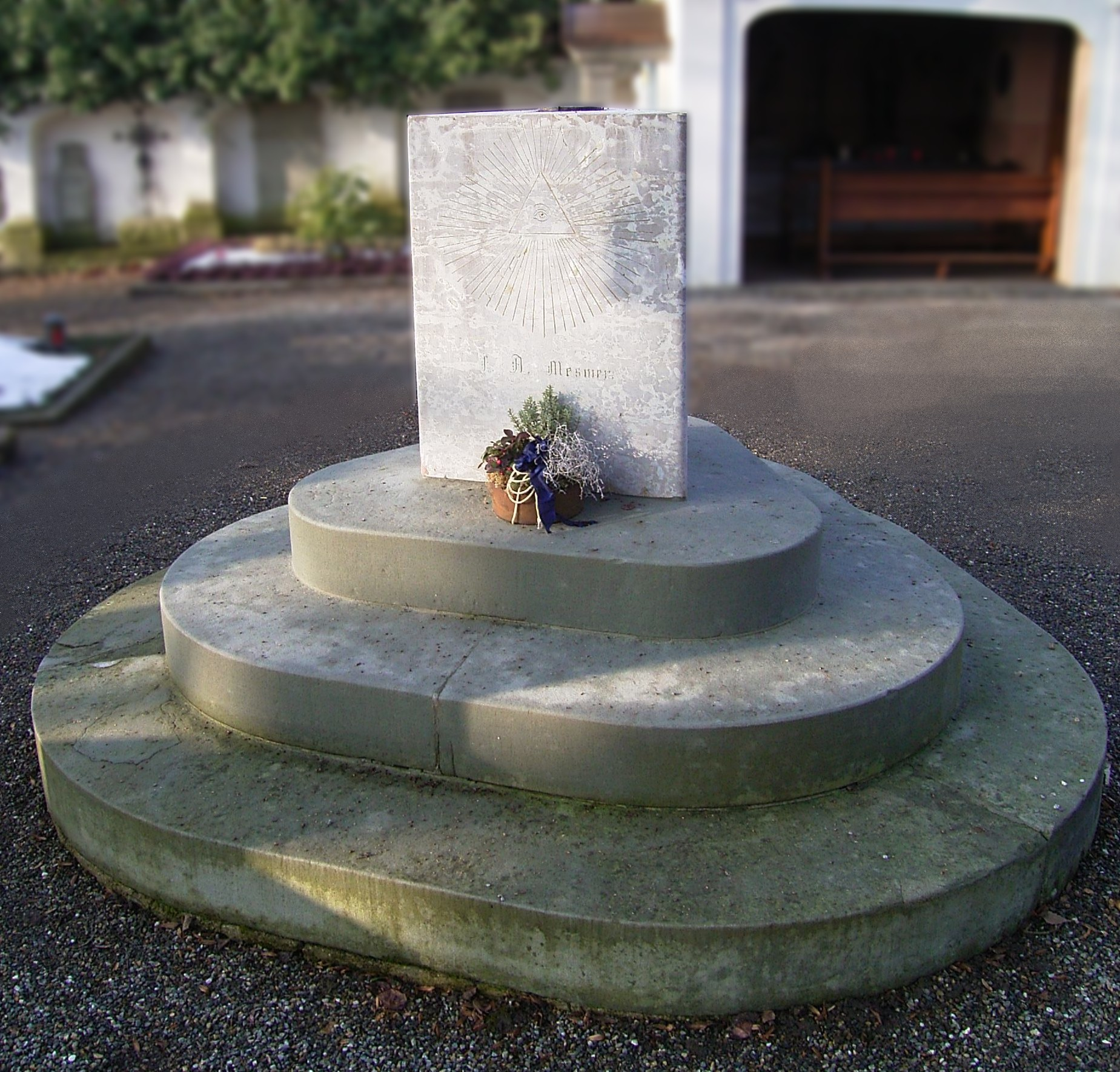
Tumba de Mesmer.

En 1784, sin que Mesmer lo hubiera pedido, el rey Luis XVI designó a cuatro miembros de la Facultad de Medicina para que investigaran el magnetismo animal que practicaba D’Eslon.
A pedido de estos comisionados, el rey designó a cinco más, de la Academia Real de Ciencias, entre quienes estaba el químico Lavoisier, el médico Joseph Ignace Guillotin, el astrónomo Jean Sylvain Bailly y el embajador estadounidense Benjamin Franklin.
La comisión llevó a cabo una serie de experimentos que no apuntaban a determinar si el tratamiento de Mesmer funcionaba, sino a establecer si había descubierto un nuevo fluido magnético animal. La comisión concluyó que no había evidencias de la existencia de tal sustancia.
Los beneficios producidos por el tratamiento fueron atribuidos a la «imaginación». 
1785, Mesmer abandona Francia, reprochando a sus alumnos de no haber guardado su «secreto». Es principalmente debido a luchas internas de naturaleza económica en el seno de la «Sociedad de la Harmonie» que Mesmer, que pensaba igualmente que la contabilidad había sido deliberadamente falsificada, decide conformarse con 20.000 francos y dejar el país en lugar de preocuparse por resolver estas trifulcas.
En 1793 se va de París, donde se encontraba de nuevo después del Terror , y llega a Viena donde, sospechoso de simpatías revolucionarias, es encarcelado durante dos meses. Liberado el 18 de diciembre, se establece en Suiza. Mesmer ya había adquirido en 1794 los derechos civiles de Turgovia y había elegido a Suiza como su país de adopción. Después de su deportación desde Viena se establece en Wagenhausen , Turgovia en el suroeste de Stein am Rhein . Los médicos suizos no estaban muy impresionados por los métodos de Mesmer, ya que antes de él otros médicos habían propuesto imanes como curación y había resultado una terapia ineficaz.
En 1798, bajo el Directorio , regresó a París con la esperanza de recuperar algunos de sus activos. Entre 1798 y 1801 se estuvo en París y Versalles . En Francia, se había convertido en un millonario. Su inversión en valores del gobierno francés (lavas viagères) había sido cancelada después de la revolución. Recibió en 1798 como créancier de État ("acreedor de Estado") una pensión compensatoria de 3.000 francos (en Alemania). En 1799 escribió su Mémoire sur ses découvertes y en 1800 sus Cartas sobre el origen de la viruela . En febrero de 1801, se trasladó a Versalles.

## Últimos años
Entre 1809 y 1812 Mesmer vivió retirado en Frauenfeld , Suiza, donde tenía su consulta en la casa con arcadas de la Zürcherstrasse 153, anteriormente Casa N°47.ª A pesar de su avanzada edad, cuidaba gratuitamente de enfermos pobres de los alrededores. Mesmer leyó sus manuscritos a Wolfart que los tradujo al alemán desde los originales publicados en francés y los publicó a partir de 1814.
De 1812 a 1814 vivió en Constanza en el edificio Zum Hardthaus situado en la Hussenstraße 17, Anteriormente Haus Nr. 560. La Hardthaus funcionó como oficina de correos entre 1897 y 1929.
A principios de 1815 enfermó y murió en Meersburg el 5 de marzo de 1815 de un derrame cerebral .

## Obra
- De planetarum influxu in corpus humanum (Über den Einfluss der Gestirne auf den menschlichen Körper) (1766)
- Sendschreiben an einen auswärtigen Arzt über die Magnetkur (1775)
- Mesmerismus oder System der Wechsel-beziehungen. Theorie und Anwendungen des thierischen Magnetismus (1814).